# Liste von Seen in Schleswig-Holstein
Die Liste von Seen in Schleswig-Holstein zeigt die großen und besonderen Seen im deutschen Bundesland Schleswig-Holstein.

## Große Seen
Die Seen ab 50 Hektar Größe nach Fläche sortiert:
| Name                       | Fläche km² | Höhe m ü. NN | Umfang km | Lage                                                   | Koordinate            | Größte Tiefe |
| -------------------------- | ---------- | ------------ | --------- | ------------------------------------------------------ | --------------------- | ------------ |
| Großer Plöner See          | 28,4       | 21           | 49,6      | südlich Plön                                           | 54° 08′ N, 010° 25′ O | 56,2         |
| Selenter See               | 21,4       | 37           | 29,2      | nördlich Selent                                        | 54° 18′ N, 010° 27′ O | 35,8         |
| Großer Ratzeburger See     | 12,6       | 4            | 23,3      | 14 km südöstlich von Lübeck                            | 53° 45′ N, 010° 45′ O | 24,4         |
| Wittensee                  | 9,9        | 4            | 14,9      | 9 km nordöstlich von Rendsburg                         | 54° 23′ N, 009° 46′ O | 20,5         |
| Dassower See               | 7,84       | 0            | 19,1      | Nordosten von Lübeck                                   | 53° 55′ N, 010° 56′ O |              |
| Westensee                  | 6,8        | 6            | 22,8      | 10 km westlich von Kiel                                | 54° 17′ N, 009° 57′ O | 17,6         |
| Lagune Beltringharder Koog | 5,554      | 0            | 21,36     | Nordfriesland                                          | 54° 33′ N, 008° 54′ O |              |
| Kellersee                  | 5,5        | 24           | 15,5      | 5 km nördlich von Eutin                                | 54° 10′ N, 010° 36′ O | 25,8         |
| Großer Binnensee           | 4,8        |              | 11,4      | nordöstlich von Lütjenburg                             | 54° 19′ N, 010° 38′ O | 3            |
| Hemmelsdorfer See          | 4,6        |              | ca. 15,5  | nördlich von Lübeck                                    | 53° 58′ N, 010° 47′ O | 39,5         |
| Windebyer Noor             | 3,9        |              | ca. 10    | westlich von Eckernförde                               | 54° 29′ N, 009° 48′ O | 14           |
| Dieksee                    | 3,7        | 22           | 11,5      | westlich von Malente                                   | 54° 10′ N, 010° 31′ O | 38,1         |
| Lanker See                 | 3,7        | 19           | ca. 15    | südlich von Preetz                                     | 54° 12′ N, 010° 18′ O | 21           |
| Wardersee                  | 3,5        | 25           | ca. 20    | ca. 10 km östlich von Bad Segeberg                     | 53° 59′ N, 010° 25′ O | 25           |
| Dobersdorfer See           | 3,2        | 19           | ca. 10    | 10 km östlich von Kiel                                 | 54° 19′ N, 010° 18′ O | 19           |
| Rantumbecken               | 2,928      | 0            | 15,6      | Sylt bei Rantum                                        | 54° 52′ N, 008° 19′ O |              |
| Postsee                    | 2,9        | 21           | ca. 13    | westlich von Preetz                                    | 54° 14′ N, 010° 14′ O | 9            |
| Burger Binnensee           | 2,9        | 0            | 11,7      | Fehmarn südlich Burg                                   | 54° 25′ N, 011° 11′ O |              |
| Behler See                 | 2,77       | 22           | ca. 9     | 4 km nordöstlich von Plön                              | 54° 10′ N, 010° 28′ O | 43           |
| Lüttmoorsee                | 2,75       | 1,29         | 14,058    | Beltringharder Koog, Nordfriesland                     | 54° 34′ N, 008° 53′ O | 1,7          |
| Passader See               | 2,7        | 19           | ca. 9     | 12 km östlich von Kiel                                 | 54° 21′ N, 010° 19′ O | 11 m         |
| Holmer See                 | 2,584      | 0,51         | 10,8      | Beltringharder Koog, Nordfriesland                     | 54° 32′ N, 008° 57′ O | 1,5          |
| Kleiner Plöner See         | 2,39       | 20           | ca. 11    | nordwestlich von Plön                                  | 54° 10′ N, 010° 23′ O | 31           |
| Großer Eutiner See         | 2,2        | 27           | ca. 11    | östlich von Eutin                                      | 54° 09′ N, 010° 38′ O | 16           |
| Kronenloch                 | 2,115      | 0            | 20,68     | Speicherkoog Dithmarschen                              | 54° 05′ N, 008° 59′ O |              |
| Stocksee                   | 2,1        | 28           | ca. 11    | 8 km östlich von Bornhöved                             | 54° 05′ N, 010° 21′ O | 30           |
| Niendorfer Binnensee       | 1,805      |              | 10,38     | nordöstliche Fortsetzung des Schaalsees                | 53° 39′ N, 010° 57′ O | 33,1         |
| Küchensee (Ratzeburg)      | 1,8        | 4            | ca. 6,7   | Südlich von Ratzeburg                                  | 53° 41′ N, 010° 46′ O | 15           |
| Einfelder See              | 1,7        | 27           | ca. 8,5   | 7 km nördlich von Neumünster                           | 54° 08′ N, 010° 00′ O | 8            |
| Großer Segeberger See      | 1,7        | 29           | ca. 8,3   | Nordöstlich von Bad Segeberg                           | 53° 57′ N, 010° 19′ O | 12           |
| Trammer See                | 1,6        | 20           | 7,9       | nördlich von Plön                                      | 54° 10′ N, 010° 25′ O | 33,4         |
| Bistensee                  | 1,5        | 12           | ca. 7,4   | 8 km nordöstlich von Rendsburg                         | 54° 23′ N, 009° 41′ O | 15           |
| Bothkamper See             | 1,4        | 24           | ca. 8,3   | 6 km nordöstlich von Bordesholm                        | 54° 12′ N, 010° 08′ O | 2,5          |
| Neustädter Binnenwasser    | 1,444      | −0,75        | 15,6      | nördlich Neustadt in Holstein                          | 54° 06′ N, 010° 49′ O | 1,6          |
| Langsee                    | 1,37       | 16           | ca. 11,5  | Nördlich von Schleswig                                 | 54° 35′ N, 009° 34′ O | 13           |
| Suhrer See                 | 1,363      | 22,36        | 7,2       | in Plön                                                | 54° 09′ N, 010° 29′ O | 24,7         |
| Stolper See                | 1,33       | 27           | ca. 5,7   | 2 km nordöstlich von Wankendorf                        | 54° 08′ N, 010° 14′ O | 15           |
| Vierer See                 | 1,327      | 21,06        | 9,2       | Bösdorf, Holsteinische Schweiz                         | 54° 07′ N, 010° 26′ O | 18,8         |
| Schluensee                 | 1,269      | 23           | 5,3       | Gemeinde Lebrade, Kreis Plön                           | 54° 11′ N, 010° 28′ O | 45           |
| Mözener See                | 1,22       | 18           | ca. 8     | Westlich von Bad Segeberg                              | 53° 55′ N, 010° 15′ O | 8            |
| Belauer See                | 1,2        | 29           | ca. 5,7   | 5 km nordöstlich von Bornhöved                         | 54° 06′ N, 010° 15′ O | 26           |
| Tresdorfer See             | 1,11       | 25           | 6,3       | nördlich Plön                                          | 54° 14′ N, 010° 28′ O | 14,7         |
| Brahmsee                   | 1,09       | 19           | ca. 5,3   | 5 km nordöstlich von Nortorf                           | 54° 12′ N, 009° 54′ O | 10           |
| Großer Pönitzer See        | 1,08       | 19           | ca. 4,3   | Südöstlich von Pönitz                                  | 54° 02′ N, 010° 42′ O | 19           |
| Schwansener See            | 1,079      | −0,07        | 5,1       | zwischen Damp, Schönhagen und Dörphof                  | 54° 37′ N, 010° 01′ O | 1,2          |
| Haddebyer Noor             | 1          | 0            | 4,8       | 2 km südlich Schleswig                                 | 54° 30′ N, 009° 34′ O | 5,2          |
| Audorfer See               | 0,91       |              | 5,8       | Nord-Ostsee-Kanal bei Büdelsdorf                       | 54° 19′ N, 009° 43′ O | 2,3          |
| Flemhuder See              | 0,90       | −0,2         | 3,6       | Nord-Ostsee-Kanal bei Quarnbek                         | 54° 20′ N, 009° 58′ O | 7            |
| Schmalensee                | 0,881      | 29,4         | 5,7       | bei Schmalensee, Kreis Segeberg                        | 54° 05′ N, 010° 15′ O | 7,5          |
| Arenholzer See             | 0,82       | 18,3         | 4,6       | westlich Lürschau in Angeln                            | 54° 32′ N, 009° 29′ O | 9,6          |
| Hemmelmarker See           | 0,818      | 0,3          | 4,2       | östlich Eckernförde                                    | 54° 29′ N, 009° 53′ O | 6,2          |
| Neversdorfer See           | 0,81       | 22,13        | 7,8       | bei Neversdorf, Kreis Segeberg                         | 53° 52′ N, 010° 17′ O | 9,8          |
| Rickelsbüller Koogsee      | 0,797      | 1,23         | 10,4      | Rickelsbüller Koog, Nordfriesland                      | 54° 54′ N, 008° 39′ O | 1,1          |
| Drüsensee                  | 0,787      | 14,34        | 5,4       | Hellbachtal bei Mölln                                  | 53° 35′ N, 010° 43′ O | 7,9          |
| Schöhsee                   | 0,78       | 22           | 4,8       | in Plön                                                | 54° 10′ N, 010° 26′ O | 29,3         |
| Sehlendorfer Binnensee     | 0,767      | 0,14         | 9,25      | Hohwachter Bucht südlich Hohwacht                      | 54° 18′ N, 010° 40′ O | 1,0          |
| Süseler See                | 0,763      | 23,34        | 4,1       | Süsel, Kreis Ostholstein                               | 54° 05′ N, 010° 44′ O | 9,3          |
| Seedorfer See              | 0,753      | 30,42        | 6,75      | bei Seedorf, Kreis Segeberg                            | 54° 03′ N, 010° 24′ O | 4,2          |
| Schirnauer See             | 0,749      |              | 4,98      | Nord-Ostsee-Kanal bei Bünsdorf                         | 54° 21′ N, 009° 46′ O |              |
| Großensee                  | 0,73       | 38,49        | 5,8       | zwischen Großensee und Lütjensee, Kreis Stormarn       | 53° 37′ N, 010° 21′ O | 16,4         |
| Bornhöveder See            | 0,714      | 29,36        | 3,12      | nördlich Bornhöved, Holsteinische Schweiz              | 54° 05′ N, 010° 15′ O | 14,3         |
| Gudower See                | 0,71       | 25,25        | 3,6       | Gudow, Kreis Herzogtum Lauenburg                       | 53° 33′ N, 010° 46′ O | 9,7          |
| Hohner See                 | 0,705      | 0,5          | 3,9       | 12 km westlich Rendsburg                               | 54° 18′ N, 009° 28′ O | 1            |
| Bordesholmer See           | 0,7        | 25           | ca. 5     | 10 km nördlich von Neumünster                          | 54° 10′ N, 010° 01′ O | 8            |
| Lebrader Teich             | 0,685      | 30,23        | 7,7       | bei Lebrade, Kreis Plön                                | 54° 13′ N, 010° 26′ O | 1,3          |
| Südensee                   | 0,634      | 30,48        | 5,1       | Sörup in Angeln                                        | 54° 42′ N, 009° 39′ O | 3,6          |
| Schwentinesee              | 0,621      | 19,41        | 6,6       | westlich Plön                                          | 54° 10′ N, 010° 21′ O | 10,9         |
| Sibbersdorfer See          | 0,60       | 26,8         | 3,8       | nördlich des Großen Eutiner Sees                       | 54° 09′ N, 010° 39′ O | 7            |
| Kasseteich                 | 0,593      |              | 11,6      | zwischen Schönkirchen und Probsteierhagen, Kreis Plön  | 54° 20′ N, 010° 16′ O |              |
| Sankelmarker See           | 0,568      | 25,33        | 4,69      | nördlich Oeversee, Kreis Schleswig-Flensburg           | 54° 43′ N, 009° 26′ O | 11,2         |
| Bottschlotter See          | 0,564      | −1,1         | 4,1       | Fahretoft (Gemeinde Dagebüll), Nordfriesland           | 54° 42′ N, 008° 49′ O | 1,6          |
| Bundesgaarder See          | 0,564      |              | 14        | Neukirchen, Gotteskoog, Nordfriesland                  | 54° 50′ N, 008° 46′ O |              |
| Ahrensee                   | 0,56       | 6,57         | 4,3       | Naturpark Westensee südöstlich Achterwehr              | 54° 18′ N, 009° 58′ O | 10,2         |
| Selker Noor                | 0,558      | 0            | 3,3       | 4 km südlich Schleswig                                 | 54° 29′ N, 009° 35′ O | 5,2          |
| Wardersee                  | 0,55       | 19           | ca. 4,4   | 5 km nordöstlich von Nortorf                           | 54° 13′ N, 009° 53′ O | 9,2          |
| Stendorfer See             | 0,54       | 32,6         | 3,75      | westlich Kasseedorf, Holsteinische Schweiz             | 54° 10′ N, 010° 42′ O | 8            |
| Wesseker See               | 0,523      |              | 3,1       | zwischen Oldenburg in Holstein und Weißenhäuser Strand | 54° 18′ N, 010° 48′ O | 0,3          |
| Borgstedter Enge           | 0,51       |              | 5,72      | Nord-Ostsee-Kanal bei Borgstedt                        | 54° 20′ N, 009° 43′ O |              |

## Grenzüberschreitende große Seen
Der 24 km² große Schaalsee im Kreis Herzogtum Lauenburg ist ein See auf der Landesgrenze zu Mecklenburg-Vorpommern. In obiger Liste nähme er Platz 2 nach dem Großen Plöner See ein, wenn er als Ganzes zu Schleswig-Holstein gehörte.

## Besondere Seen
Die meisten Seen Schleswig-Holsteins sind kalk- und nährstoffreich; nur wenige bieten durch ihre besondere Wasserqualität Lebensraum für spezielle Lebensgemeinschaften. Diese sind hier in alphabetischer Reihenfolge aufgeführt:
| Name       | Fläche  | Höhe in Metern über NN | Lage                               | Besonderheit                                          | Koordinate           | Größte Tiefe |
| ---------- | ------- | ---------------------- | ---------------------------------- | ----------------------------------------------------- | -------------------- | ------------ |
| Blankensee | 22,5 ha | 10 m                   | Lübeck-St. Jürgen                  | kalkarmer Flachsee                                    | 53° 48′ N, 10° 43′ O | 2,7 m        |
| Bültsee    | 20 ha   | 9,4 m                  | Zwischen Schleswig und Eckernförde | kalk- und relativ nährstoffarm                        | 54° 30′ N, 9° 45′ O  | 13,4 m       |
| Garrensee  | 18 ha   | 41,8 m                 | Südöstlich von Ratzeburg           | kalk- und ehemals nährstoffarm                        | 53° 41′ N, 10° 51′ O | 23 m         |
| Ihlsee     | 29,1 ha | 27,7 m                 | Nordwestrand Bad Segeberg          | relativ nährstoffarm                                  | 53° 58′ N, 10° 18′ O | 21,5 m       |
| Kolksee    | 3 ha    | 21,2 m                 | bei Schellhorn                     | Klarwassersee mit Armleuchteralgen und Binsenschneide | 54° 13′ N, 10° 20′ O | 9,7 m        |